# ایر مارشال آیلندز
ایر مارشال آیلندز (به انگلیسی: Air Marshall Islands) یک شرکت هواپیمایی با کد یاتا CW است که در تاریخ ۱۹۸۰ میلادی تأسیس شده است. دفتر مرکزی ایر مارشال آیلندز در ماجورو واقع شده‌است و قطب این شرکت هواپیمایی در فرودگاه بین‌المللی اس جزیره مارشال قرار دارد و به ۶ مقصد، پرواز مستقیم انجام می‌دهد.